# Episodi di Spirito libero
La prima ed unica stagione della serie televisiva Spirito libero, composta da 8 episodi, è stata trasmessa in Austria su ServusTV dal 2 novembre al 14 dicembre 2017.
In Italia, la stagione va in onda dal 6 agosto 2019 su Canale 5.
| n° | Titolo originale         | Titolo italiano     | Prima TV Austria | Prima TV Italia | Ascolti Austria | Ascolti Italia |
| -- | ------------------------ | ------------------- | ---------------- | --------------- | --------------- | -------------- |
| 1  | Das Testament            | Il testamento       | 2 novembre 2017  | 6 agosto 2019   | 169.000         | 1.686.000      |
| 2  | Dezember                 | Dicembre            | 9 novembre 2017  | 6 agosto 2019   | 130.000         | 1.686.000      |
| 3  | Ein neuer Tag            | Un nuovo giorno     | 16 novembre 2017 | 6 agosto 2019   | 110.000         | 1.686.000      |
| 4  | Das Fest                 | Il festival         | 23 novembre 2017 | 13 agosto 2019  | 111.000         | 1.724.000      |
| 5  | Helena                   | Helena              | 30 novembre 2017 | 13 agosto 2019  | 108.000         | 1.724.000      |
| 6  | Das Haus am See          | La casa sul lago    | 7 dicembre 2017  | 13 agosto 2019  | 75.000          | 1.724.000      |
| 7  | Das Vermächtnis – Teil 1 | L'eredità - Parte 1 | 14 dicembre 2017 | 20 agosto 2019  | 104.000         | 1.729.000      |
| 8  | Das Vermächtnis – Teil 2 | L'eredità - Parte 2 | 14 dicembre 2017 | 20 agosto 2019  | 118.000         | 1.729.000      |